# Les Bodin’s Grandeur nature
Les Bodin's Grandeur nature est une pièce de théâtre française représentée en plein air pour la première fois en juillet 2005 à Descartes en Touraine. Le spectacle se joue à guichet fermé devant 20 000 spectateurs chaque année. Le jeudi 10 juillet 2014, la chaîne Paris Première a diffusé la troisième version vidéo (pour les 9 ans) du spectacle.
Depuis septembre 2015 pour fêter les 10 ans de la création,, les Bodin's décident de partir en tournée de Zénith en France (des dates sont également programmées à Bruxelles en 2021) avec dix semi-remorques qui contiennent une reproduction de la ferme des Souchons de Descartes, avec effets spéciaux, bâtiments et animaux. Cette tournée est produite par Claude Cyndecki (Cheyenne Productions).
Le 18 avril 2019, la chaîne M6 a diffusé en direct ce spectacle depuis le Zénith de Nantes Métropole. Le programme a  attiré 4,773 millions de téléspectateurs soit 26,3 % de part de marché (PDM).
Le 17 mars 2018, à l'occasion du Grand show consacré au Chevaliers du fiel, Michel Drucker enregistre un sketch avec les Bodin's depuis le zénith de Caen dans lequel il campe le rôle d'un médecin de campagne remplaçant, son prédécesseur étant en retraite. Maria a fait appel à ses services car Christian s'est bloqué les cervicales.

## Résumé
Julie, une jeune parisienne délurée, qui fait les 400 coups et le désespoir de ses parents, est placée, pendant les grandes vacances, chez des cousins éloignés, au cœur de la France profonde : la famille Bodin. La mère Maria est une mamie ravageuse et autoritaire de 87 printemps, et le fils Christian est un grand benêt de 50 ans et puceau incurable. Au milieu de leurs bestiaux, chez eux, dans leur ferme, les Bodin’s n’ont pas l’intention de se laisser marcher sur les charentaises par cette effrontée venue de la capitale…

## Distribution
- Maria Bodin : Vincent Dubois[4]
- Christian Bodin : Jean-Christian Fraiscinet[4]
- Julie Bodin : Caroline Frossard puis Christèle Chappat[4]
- Jean-René (Le facteur) : Sébastien Fraiscinet[4]
- Le Gendarme Bireau : Vincent Fraiscinet[4]
- L'adjudant de gendarmerie : Ludovic Laroche[4]
- L'infirmière : Pascale Sueur puis Karine Poitevin puis Mélissa Chatelet[4]
- Le contrôleur sanitaire : Bertrand Duris